# Claudine (banda sonora)
Claudine: The Original Motion Picture Soundtrack es la banda sonora de la película de 1974 del mismo nombre, protagonizada por James Earl Jones y Diahann Carroll. Fue publicado el 22 de febrero de 1974 a través de Buddah Records.

## Recepción de la crítica
Un escritor no especificado de la revista Cash Box elogió las melodías “devastadoramente poderosas de Curtis Mayfield”. Un escritor no especificado de la revista Billboard escribió: “Las letras de Mayfield están claramente definidas y ayudan a explicar las tribulaciones domésticas inherentes a esta historia”. Un escritor no especificado de Record World le otorgó el certificado de “Hit of the Week”, e indicó: “Gladys Knight & The Pips combinan sus talentos conmovedores con el magnífico genio de escritura/producción de Curtis Mayfield, y los resultados son deslumbrantes”.

## Lista de canciones
Todas las canciones escritas y compuestas por Curtis Mayfield. 
Lado uno
1. «Mr. Welfare Man» – 5:30
2. «To Be Invisible» – 3:45
3. «On and On» – 4:17
4. «The Makings of You» – 2:24

Lado dos
1. «Claudine Theme» (instrumental) – 4:30
2. «Hold On» – 5:17
3. «Make Yours a Happy Home» – 4:35

## Créditos y personal
Créditos adaptados desde las notas de álbum de Claudine.
Personal técnico
- Curtis Mayfield – productor
- Richard Tufo – arreglos
- Roger Anfinsen – ingeniero de audio
- Milton Sincoff – director de embalaje creativo

## Posicionamiento

### Gráfica semanal
| Gráfica (1974)                            | Pico de posición |
| ----------------------------------------- | ---------------- |
| Canadá (RPM Top Albums)                   | 27               |
| Estados Unidos (Billboard Top LPs & Tape) | 35               |
| Estados Unidos (Billboard Soul LPs)       | 1                |

### Gráfica de fin de año
| Gráfica (1974)                      | Pico de posición |
| ----------------------------------- | ---------------- |
| Estados Unidos (Billboard Soul LPs) | 15               |

## Certificaciones y ventas
| País                  | Certificación | Ventas  |
| --------------------- | ------------- | ------- |
| Estados Unidos (RIAA) | Oro           | 500 000 |